# عبدول سالیس
عبدول سالیس (انگلیسی: Abdul Salis؛ زادهٔ ۶ ژوئیهٔ ۱۹۷۹) بازیگر اهل بریتانیا است.
از فیلم‌هایی که وی در آن نقش داشته‌است، می‌توان به حادثه، در واقع عشق، پسران پرواز، افسانه‌های واهی و صحرا اشاره کرد.